# Тит Вибий Вар (консул 115 г.)
Тит Вибий Вар (на латински: Titus Vibius Varus) е политик и сенатор на Римската империя през 2 век.
Произлиза от фамилията Вибии. Баща е на Тит Вибий Вар (консул 134 г.) и дядо на Тит Клодий Вибий Вар (консул 160 г.).
През 115 г. Вибий Вар е суфектконсул. След това той е проконсул на Крета и Кирена.